# Cleurie (folyó)
A Cleurie folyó Franciaország területén, a Moselotte jobb oldali mellékfolyója.

## Földrajzi adatok
Gérardmer-nél, Vosges megyében a Vogézekban ered és Saint-Aménél, szintén Vosges megyében torkollik a Moselotte-ba. Hossza 19 km, vízgyűjtő területe 77 km². Átlagos vízhozama 2,5 m³ másodpercenként. A folyó áramlási sebességét 1967 és 2007 között, 38 éven keresztül mérték Cleurie városában. A mérőállomás 5 kilométerre található a folyó Moselotte-tal való összefolyásától. A folyó vízgyűjtő területe ott 68 négyzetkilométer, ami a torkolatánál lévő vízgyűjtő terület körülbelül 88 százaléka.

## Megyék és városok a folyó mentén
- Vosges: Le Tholy, La Forge, Le Syndicat és Cleurie.